# Giro di Romagna 1923
Il Giro di Romagna 1923, ottava edizione della corsa, si svolse il 29 aprile 1923 su un percorso di 280 km. Come negli anni precedenti, la competizione fu inserita nel calendario delle gare per professionisti.
La vittoria fu appannaggio dell'italiano Giovanni Brunero, che completò il percorso in 9h27'00", precedendo i connazionali Pietro Linari e Bartolomeo Aimo.
I corridori che tagliarono il traguardo di Lugo furono 21 su 47 partenti.

## Ordine d'arrivo (Top 10)
| Pos. | Corridore          | Squadra          | Tempo    |
| ---- | ------------------ | ---------------- | -------- |
| 1    | Giovanni Brunero   | Legnano-Pirelli  | 9h27'00" |
| 2    | Pietro Linari      | Legnano-Pirelli  | a 55"    |
| 3    | Bartolomeo Aimo    | Atala            | a 6'55"  |
| 4    | Federico Gay       | Atala            | a 11'30" |
| 5    | Pietro Bestetti    | Berrettini-Monza | a 11'40" |
| 6    | Ottavio Bottecchia | Ganna            | s.t.     |
| 7    | Adriano Zanaga     | Legnano-Pirelli  | a 13'07" |
| 8    | Antonio Candini    | -                | s.t.     |
| 9    | Alessandro Tonani  | Maino            | a 26'15" |
| 10   | Luigi Lucotti      | Maino            | s.t.     |